# الراجل ده حيجنني (فلم)
الراجل ده حيجنني فيلم مصري من إنتاج عام 1967.

## قصة الفيلم
تضيق أمينة بزوجها عطية عديم الشخصية، تترك له المنزل مع طفلتهما. تمر السنوات ويشتغل عطية ريجيسير. يتفاجأ بأمينة التي ترسل له بعد أن يتقدم لابنتها إيناس عريسًا. تخبره أنها عملت ممرضة لأحد المرضى الأثرياء الذي كتب ثروته وكل ممتلكاته لها قبل وفاته. يفاجأ عطية بأن العريس هو حمادة ابن المخرج صاحب مكتب الريجيسير الجشع متولي. وعندما يتأكد أن أخلاقه مختلفة عن والده يبارك زواجه من إيناس.

## بطولة
- فؤاد المهندس : (عطية)
- شويكار : (أمينة)
- نعمت مختار : (فتحية)
- محمد رضا : (عنتر)
- محمود المليجي : (متولي الحنش/دي سيكا - والد حمادة)
- سمير صبري : (حمادة)
- مديحة سالم : (إيناس)
- نجوى فؤاد : (نجوى - ضيفة شرف)
- ميمي جمال : (ميرفت)
- حسن أتلة : (حسن)
- عادل إمام : (طلبة عباس)
- حسين إسماعيل
- سميحة محمد
- أحمد ماهر
- ليلى كمال
- أحمد صادق
- صالح الإسكندراني
- نفرتيتي : (إيناس طفلة)

## فريق العمل
- إخراج: عيسى كرامة
- تأليف: عبد الفتاح السيد
- إنتاج: كرامة فيلم
- توزيع: أفلام إدوار خياط
- مونتاج: عبد العزيز فخري
- مدير التصوير: مصطفى حسن

## وصلات خارجية
- مقالات تستعمل روابط فنية بلا صلة مع ويكي بيانات